# Kgatleng
Kgatleng är ett distrikt i Botswana med 91 660 invånare (2011). Huvudort är Mochudi. Området täcker 7 960 km². Kgatleng gränsar till Sydafrikas nordvästra gräns och distrikten South-East, Kweneng och Central. 
Distriktet är till skillnad från alla andra distrikt inte uppdelad i underdistrikt.
Distriktets huvudort Mochudi är hemort för huvudpersonen Precious Ramotswe i Alexander McCall Smiths Damernas detektivbyrå.